# Bioelectrogénesis

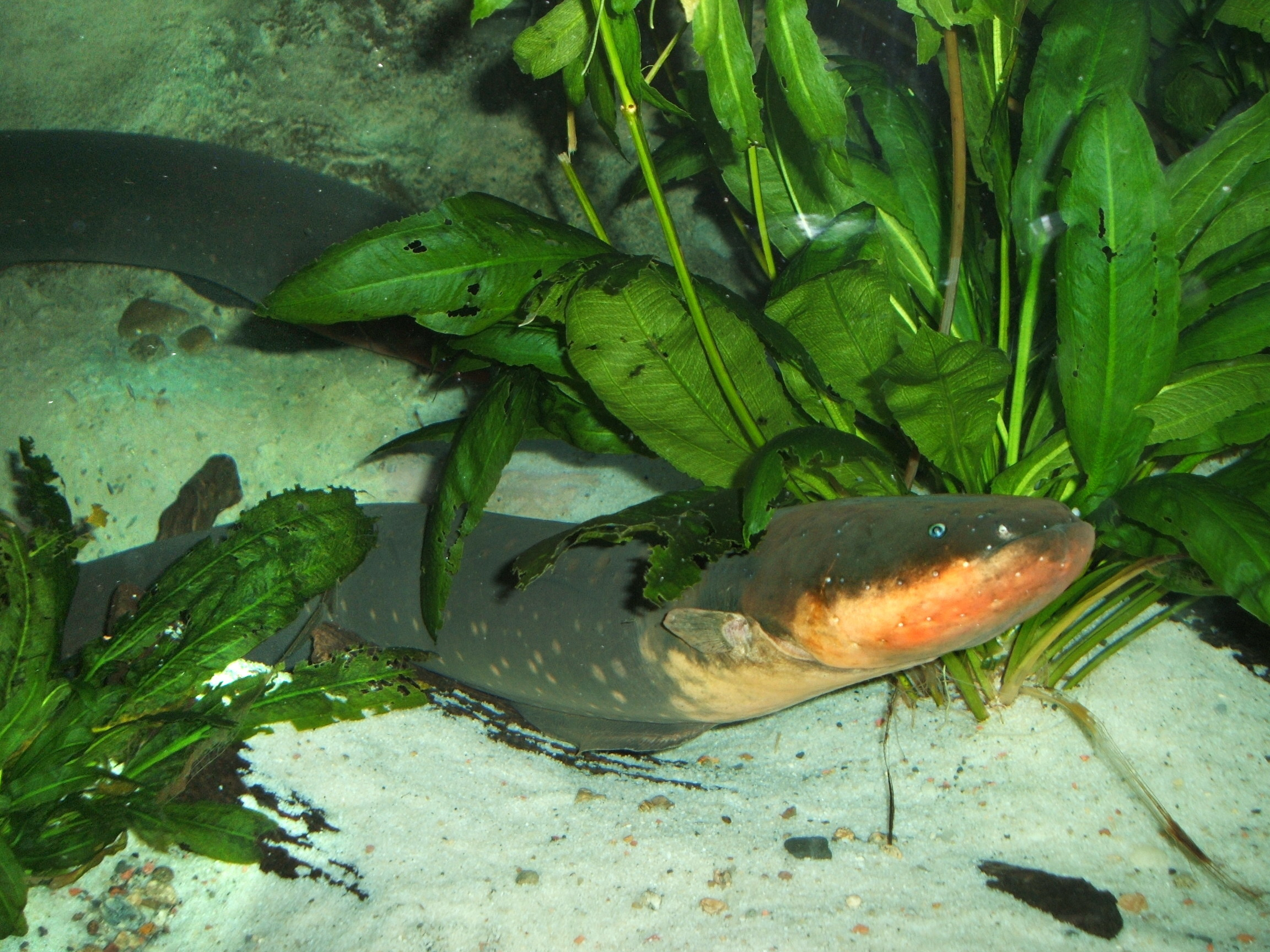
La anguila eléctrica utiliza descargas eléctricas tanto para cazar como para defenderse.

La bioelectrogénesis es la generación de electricidad por organismos vivos, un fenómeno estudiado por la ciencia de la electrofisiología. En las células biológicas, los canales de ion de la transmembrana electroquímicamente activa de y las proteínas transportadoras, como la bomba de sodio-potasio, hacen posible la generación de electricidad al mantener un desequilibrio de voltaje de una diferencia de potencial eléctrico entre el espacio intracelular y extracelular. La bomba de sodio-potasio libera simultáneamente tres iones Na e influye en dos iones K hacia el espacio intracelular. Esto genera un gradiente de potencial eléctrico a partir de la separación de carga desigual creada. El proceso consume energía metabólica en forma del compuesto químico ATP.

## Bioelectrogénesis en peces
El término generalmente se refiere a la capacidad de generación de electricidad en algunas criaturas acuáticas, como la anguila eléctrica, el bagre eléctrico, dos géneros de Uranoscopidae, rayas eléctricas y, en menor medida, la morena negra. Los peces que exhiben dicha bioelectrogénesis a menudo también poseen capacidades electroreceptivas (que están más extendidas) como parte de un sistema eléctrico integrado. La electrogénesis se puede utilizar para la electrolocalización, defensa personal, electrocomunicación y, a veces, para aturdir a las presas.

## Bioelectrogénesis en la vida microbiana
Los primeros ejemplos de vida microbiana bioelectrogénica fueron identificados en la levadura de cerveza (Saccharomyces cerevisiae) por M. C. Potter en 1911, utilizando una iteración temprana de una celda de combustible microbiana. Se encontró que la acción química en la descomposición del carbono, como la fermentación y la descomposición del carbono en la levadura, está vinculada a la producción de electricidad.
La descomposición del carbono orgánico o inorgánico por bacterias se combina con la liberación de electrones extracelularmente hacia los electrodos, que generan corrientes eléctricas. Los electrones liberados por el microbio son transferidos por enzimas biocatalíticas o compuestos reducción-oxidación activos de la célula al ánodo en presencia de una fuente de carbono viable. Esto crea una corriente eléctrica a medida que los electrones se mueven del ánodo a un cátodo físicamente separado.
 

Existen varios mecanismos para el transporte extracelular de electrones. Algunas bacterias usan nanocables en biopelículas para transferir electrones hacia el ánodo. Los nanocables están hechos de pili que actúan como un conducto para que los electrones pasen hacia el ánodo.
Las lanzaderas electrónicas en forma de compuestos reducción-oxidación activos como la flavina, que es un cofactor, también pueden transportar electrones. Estos cofactores son secretados por el microbio y reducidos por enzimas participantes reducción-oxidación como el Citocromo C incrustado en la superficie celular del microbio. Los cofactores reducidos luego transfieren electrones al ánodo y se oxidan.
En algunos casos, la transferencia de electrones está mediada por la propia enzima participante reducción-oxidación incrustada en la membrana celular. El citocromo C en la superficie celular del microbio interactúa directamente con el ánodo para transferir electrones.
El salto de electrones de una bacteria a otra en biopelícula hacia un ánodo a través de los citocromos de su membrana externa también es otro mecanismo de transporte de electrones.
Estas bacterias que transfieren electrones en el ambiente exterior del microbio se llaman exoelectrógenos.
Las bacterias electrogénicas están presentes en todos los ecosistemas y ambientes. Esto incluye entornos en condiciones extremas, como respiraderos hidrotermales y ecosistemas altamente ácidos, así como entornos naturales comunes como el suelo y los lagos. Estos microbios electrogénicos se observan a través de la identificación de microbios que residen en biopelículas electroquímicamente activas formadas en electrodos de celdas de combustible microbianas como Pseudomonas aeruginosa. 